# Piedimulera
Piedimulera es una localidad y comune italiana de la provincia de Verbano-Cusio-Ossola, región de Piamonte, con 1.620 habitantes.

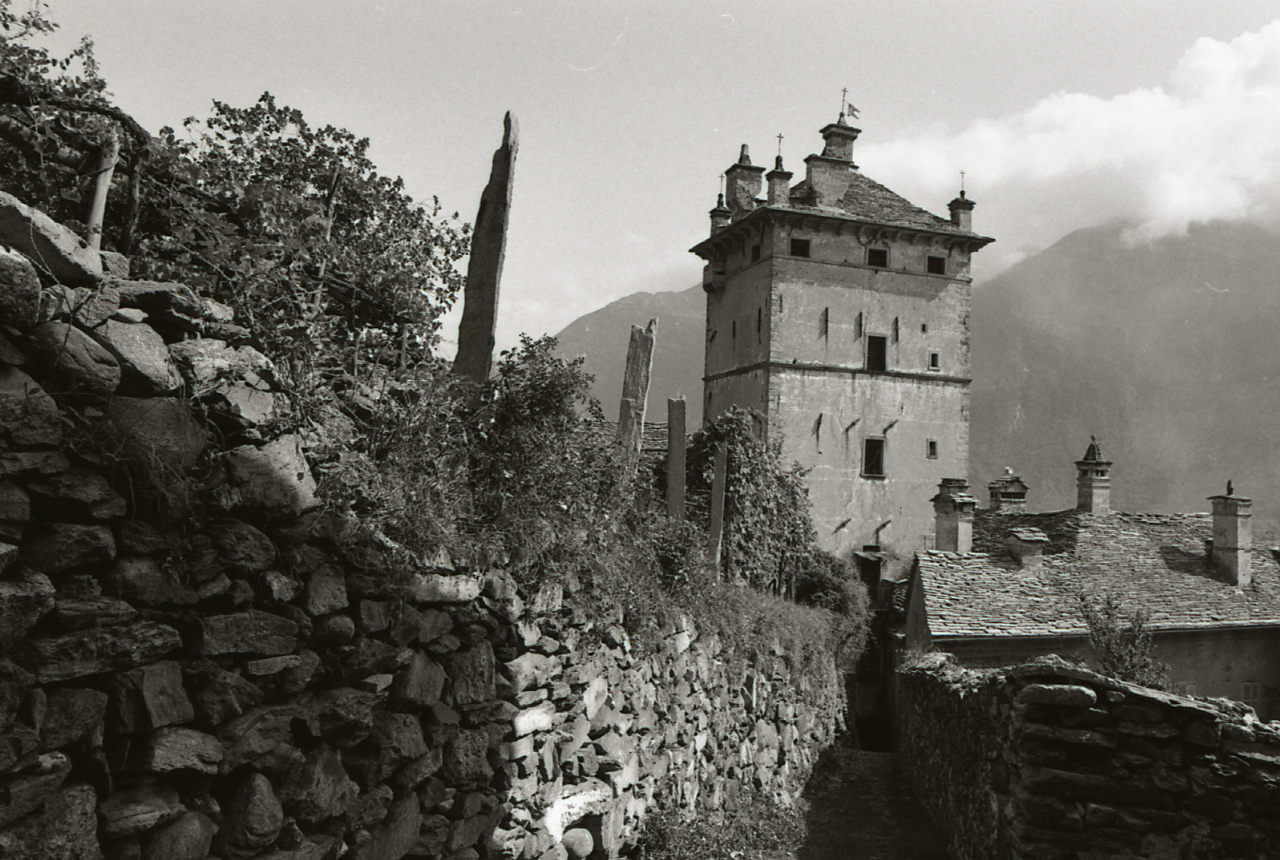
Piedimulera, 1982

## Evolución demográfica
| Gráfica de evolución demográfica de Piedimulera entre 1861 y 2001 |
|                                                                   |
| Fuente ISTAT - elaboración gráfica de Wikipedia                   |